# Sedum dendroideum
Espèce
Sedum dendroideum est une espèce de plantes de la famille des Crassulacées originaire du Mexique.

## Utilisations

### Plante médicinale
Elle est utilisée comme plante médicinale au Brésil.

### Plante ornementale
C'est une plante couramment utilisée dans les jardins xérophiles. En hiver ses feuilles se teintent de rouge. Sa floraison jaune est également ornementale et a lieu entre février et avril.
En situation favorable, elle peut atteindre un mètre de haut et de large. 

#### Culture
Elle peut-être cultivée en pleine terre dans le sud de la France dans des situations ensoleillées et abritées et supporte de légers gels nocturnes si les journées sont chaudes et ensoleillées et le sol très bien drainé. Il faut par contre la protéger de la neige qui l'endommage beaucoup.